# Mercedes (Eastern Samar)
Mercedes is een gemeente in de Filipijnse provincie Eastern Samar op het eiland Samar. Bij de laatste census in 2007 had de gemeente ruim 5 duizend inwoners.

## Geografie

### Bestuurlijke indeling
Mercedes is onderverdeeld in de volgende 16 barangays:
| - Anuron - Banuyo - Barangay 1 Poblacion - Barangay 2 Poblacion - Barangay 3 Poblacion - Barangay 4 Poblacion - Bobon - Busay | - Buyayawon - Cabunga-an - Cambante - Palamrag - Port Kennedy - San Jose - San Roque - Sung-an |

## Demografie
Mercedes had bij de census van 2007 een inwoneraantal van 5.041 mensen. Dit zijn 184 mensen (3,8%) meer dan bij de vorige census van 2000. De gemiddelde jaarlijkse groei komt daarmee uit op 0,51%, hetgeen lager is dan het landelijk jaarlijks gemiddelde over deze periode (2,04%). Vergeleken met de census van 1995 is het aantal mensen met 432 (7,9%) afgenomen.

De bevolkingsdichtheid van Mercedes was ten tijde van de laatste census, met 5.041 inwoners op 23,32 km², 216,2 mensen per km².